# 伊号第五十四潜水艦
伊号第五十四潜水艦（いごうだいごじゅうよんせんすいかん）は、日本海軍の潜水艦。伊五十四型潜水艦（乙型改2潜水艦）の1番艦。艦名としては二代目。

## 艦歴
1941年（昭和16年）の昭和17年度計画（マル追計画）により、横須賀海軍工廠で1942年7月1日起工、1943年5月4日進水、1944年3月31日に竣工した。横須賀鎮守府籍となり、訓練部隊の第六艦隊第11潜水戦隊に編入されて訓練に従事。
1944年7月6日、「伊54」は横須賀横須賀を出港しサイパン島へ運砲筒を輸送中、9日のサイパンの陥落により目的地をテニアン島に変更するも、同日運砲筒が波にさらわれて沈没したため輸送に失敗。10日に第15潜水隊に編入。24日、横須賀に帰投。
その後、「伊54」は捷号作戦の発動準備のために呉に移動。10月13日に呉を出港しフィリピン東方に進出するも、23日の艦位連絡を最後に消息不明。
アメリカ側記録によると、10月28日12時28分、フィリピン東方沖合で第38任務部隊を護衛中の米駆逐艦「グリッドレイ (USS Gridley, DD-380)」と「ヘルム(USS Helm, DD-388) 」が潜水艦を発見し、爆雷攻撃の結果14時14分に撃沈した。これが「伊54」の最期であり、艦長の中山伝七少佐以下乗員107名全員が戦死。沈没地点はフィリピン東方沖合、北緯10度58分 東経127度13分 / 北緯10.967度 東経127.217度。
11月20日、比島東方海面で喪失と認定、1945年3月10日に除籍された。

## 歴代艦長
※『艦長たちの軍艦史』415頁による。

### 艤装員長
1. 大橋勝夫 中佐：1944年2月10日 -

### 艦長
1. 大橋勝夫 中佐：1944年3月31日 -
2. 中山伝七 少佐：1944年8月31日 - 10月28日戦死